# Кутзи, Лузанн
Лузанн Кутзи (африк. Louzanne Coetzee; род. 18 апреля 1993, Блумфонтейн) ― южноафриканская легкоатлетка-паралимпиец. Серебряный призёр летних Паралимпийских игр 2020 в Токио. Участвует в соревнованиях незрячих спортсменов.

## Биография
Родилась 18 апреля 1993 года в городе Блумфонтейн, Южная Африка.
Кутзи родилась слепой в результате наследственного заболевания, называемого врождённым амаврозом Лебера. Соревнуется в классе инвалидности T11 для спортсменов с наивысшим уровнем нарушения зрения.
Выступает за спортивный клуб Университет свободного штата Блумфонтейн. На август 2021 года тренером у ней была Гирда Зиберт.
В 2017 году Кутзи побила мировой рекорд на 5000 метров (женщины) в своём классе инвалидности, а в апреле 2018 года она стала первой спортсменкой с нарушениями зрения, принявшей участие в чемпионате мира среди университетских лыжных гонок в Швейцарии.
Кутзи участвовала в летних Паралимпийских играх 2016 года, представляя Южную Африку в беге на 1500 метров среди женщин. Однако она была дисквалифицирована из-за того, что её гид Хотатсо Моконе оказал незаконную помощь.
Лузанн Кутзи приняла участие в Паралимпийских играх в Токио 2020 года, где она выиграла серебряную медаль в финале забега на 1500 метров, установив новый рекорд Африки — 4: 40,96.